# Península de San Ildefonso
La península de San Ildefonso es una península en Luzón Central (Gitnang Luzon o Región III), en la parte central de la isla de Luzón, al norte del país asiático de Filipinas. En su extremo suroeste se encuentra el cabo de San Ildefonso, al norte la bahía de Casiguran y la bahía de Casapsapan, y en su parte central está la bahía de Dalugan y el mar de las Filipinas.

### Sucesos históricos
Por breve tiempo hubo en la península una pequeña misión franciscana, fundada en 1714 y abandonada a fines de siglo al quedar despoblada.
Hacia el 8 de mayo de 1818 entró en la bahía de Casiguran la fragata La Argentina de las  fuerzas de las Provincias Unidas de Sudamérica que luchaban contra los realistas. Se dirigió a esta bahía con objeto de hacerse de provisiones y, fundamentalmente, para reunirse con las dos presas que había hecho en la isla. Pero se produjo un desencuentro entre los tres barcos y la fragata partió sola luego de esperar por unos quince días.
Los antiguos documentos detallan los sucesos ocurridos con los dos barcos menores. Los tripulantes del bergantín de las islas Marianas fueron atrapados en el vecino poblado de Santos, en tanto el pontín de las Batanes escapó a Malaca